# Leptocereus maxonii
Leptocereus maxonii ist eine Pflanzenart in der Gattung Leptocereus aus der Familie der Kakteengewächse (Cactaceae). Das Artepitheton maxonii ehrt den US-amerikanischen Botaniker William Ralph Maxon (1877–1948).

## Beschreibung
Leptocereus maxonii wächst strauchig mit einigen aufsteigenden bis aufrechten Zweigen und erreicht Wuchshöhen von bis zu 1,5 Meter. Die obersten Triebsegmente erreichen Durchmesser von bis zu 3 Zentimeter. Es sind fünf bis sieben dünne Rippen vorhanden, die gewellt sind. Die 20 ausdauernden, nadeligen, gelblich braunen bis dunkelbraunen Dornen werden im Alter weißlich. Sie sind bis zu 3 Zentimeter lang.
Die breit stieltellerförmigen gelblich grünen Blüten sind bis zu 6 Zentimeter lang. Ihr Perikarpell und die Blütenröhre sind mit dicht gestellten langen Dornen besetzt. Die kugelförmigen Früchte sind dicht gelb bedornt.

## Verbreitung und Systematik
Leptocereus maxonii ist im Osten Kubas verbreitet.
Die Erstbeschreibung erfolgte 1920 durch Nathaniel Lord Britton und Joseph Nelson Rose.

## Nachweise